# ネクスト・トゥ・ノーマル
ネクスト・トゥ・ノーマル(Next to Normal)は、ブライアン・ヨーキーが作詞、トム・キットが作曲した2008年のアメリカのロック・ミュージカルである。ストーリーは、双極性障害の悪化に苦闘する母親と、彼女の病気への対処が家族に与える影響を中心に描かれている。このミュージカルは、喪失の悲しみ、うつ病、自殺、薬物乱用、現代の精神医学における倫理、郊外生活の裏側などを取り上げている。
ネクスト・トゥ・ノーマルは、何度かワークショップ公演を行った後、2008年1月にオフ・ブロードウェイ・デビュー。アウター・クリティックス・サークル賞の優秀作曲賞を受賞、ドラマ・デスク賞の優秀女優賞（アリス・リプリー）と優秀作曲賞にノミネートされた。オフ・ブロードウェイでの上演後、2008年11月から2009年1月までヴァージニアに仮設されたアリーナ・ステージで上演された。
2009年4月にブロードウェイで開幕。同年のトニー賞で11部門にノミネートされ、最優秀作曲賞、最優秀オーケストレーション賞、アリス・リプリーの最優秀ミュージカル主演女優賞の3部門を受賞した。また、2010年のピューリッツァー賞演劇部門も受賞し、ミュージカル史上8作目の栄誉となった。ピューリッツァー委員会は、キットとヨーキーに賞を授与するにあたり、この作品を「郊外に住む家族の精神疾患を扱った力強いロック・ミュージカルであり、ミュージカルの題材の幅を広げた」と評価した。

## あらすじ
重大なネタバレを含む。

### 第一幕
郊外に住む双極性障害の母親ダイアナ・グッドマンは、門限を破った息子ゲイブの帰りを深夜まで待ち続けている。ダイアナの娘ナタリーは成績優秀な高校生で、近々行われるテストの勉強に集中しすぎている。ダイアナはそんな娘に休息をとるよう勧める。やがてゲイブが帰宅し、夫のダンが起きてきて、家族が一日の支度を始める（"Just Another Day"）。ダイアナは家族のために食事を用意するが、ダンとナタリーは、彼女がキッチンいっぱいにサンドイッチのパンを広げていることに気づき、彼女を止める。ダンが混乱したダイアナを助け、ナタリーとゲイブは学校へ向かう。
ナタリーは、学校の音楽室で次のピアノの発表会の練習をしながら、溜め込んだ怒りとフラストレーションを爆発させ（『Everything Else』）、そこで遠くからナタリーに想いを寄せていた同級生のヘンリーと出会う。一方、ダイアナは何度も精神科医を訪れ、さまざまな薬を処方されるが、どれも身体が衰弱する副作用があることが判明する。ダンは彼女を車の中で待ちながら、自分自身の正気を疑っている（"Who's Crazy?/ My Psychopharmacologist and I"）。ダイアナは、あらゆる感情を麻痺させ取り除く薬を投与され、医師から容態が安定したと宣告される。
ナタリーとヘンリーのロマンチックなひと時を見届けた後（"Perfect For You"）、ダイアナは以前の生活が失われたことを嘆き、新しい薬のおかげで何も感じないのとは対照的に、痛みと喜びの中で活き活きと生きていた日々を懐かしむ（"I Miss the Mountains"）。ゲイブの提案で、彼女は薬をすべて流して捨ててしまう。
ダンはヘンリーを招待し、家族で夕食を囲む（"It's Gonna Be Good"）。ダイアナがゲイブのバースデーケーキをテーブルに運んでくると、ダンは彼女に、ゲイブは本当は16年近く前に亡くなっていることを優しく思い出させる。これまでショーで見ていたゲイブは彼女の幻覚にすぎなかった（"He's Not Here"）。
動揺したナタリーが寝室に駆け込むと、ダンは食卓を片付け、ダイアナは薬をやめたことを打ち明ける。彼が彼女に理解を示そうとすると、彼女は私の苦しみを理解できるはずがないと怒り出す（"You Don't Know"）。ダンはできる限りの手助けをさせてほしいと懇願し、これまで誠実に忍耐強く向き合ってきたことを思い出させようとするが、ダイアナにしか見えないゲイブの幻影に邪魔される。ダイアナは息子の側につき、ダンの申し出を拒絶する（"I Am the One"）。
2階で、ナタリーはヘンリーに、死んだゲイブに執着する母への気持ちを打ち明ける。ダイアナは二人の会話を耳にし、ナタリーに「あなたをできる限り愛している」と言う（"Superboy and the Invisible Girl"）。
ダイアナは新しい医者にトークセラピーと催眠術を受ける。治療中にダイアナはゲイブに会うが、ゲイブは自分を消し去ることは決してできないと主張する（"I'm Alive"）。ダイアナは、ナタリーが生まれたときに彼女を病院で抱くことができなかった、と病気の影響を詳しく語る。
一方、ナタリーは大事なピアノの発表会で両親が客席にいないことを知り、失敗してしまう（"Make Up Your Mind/ Catch Me I'm Falling"）。
ダイアナの主治医は彼女に、家に帰ってナタリーと過ごし、ゲイブを解放するためにゲイブの古いものを箱に詰めて片付けるよう勧める。ダイアナはそれに同意するが、地下室の箱を整理しているときにゲイブの幻覚に直面する（"I Dreamed a Dance"）。ゲイブは、彼女が彼の世界に一緒に来るように誘う（"There's a World"）。
ダイアナは自殺未遂で入院し、ドクター・マッデンは、電気けいれん療法が最後の治療の選択肢だとダンに告げる。ダンは妻の自殺未遂の後始末をするため家に戻るが、ダイアナと過ごした年月を回想しているうちに、自分自身の精神崩壊を間一髪で防いだ（"I've Been"）。ナタリーは、父親が医師の勧めるショック療法に同意したことを知り憤慨する。病院に戻ると、ダイアナは確認書類にサインさせようとしたスタッフに逆らい、ショック療法を映画『カッコーの巣の上で（原題：One Flew Over the Cuckoo's Nest）』の描写になぞらえていた（"Didn't I see This Movie?"）。しかし、部屋を片付けた後、ダンは彼女に「普通に戻るにはこれしかない」と、この治療の必要性を納得させる（"A Light in the Dark"）。ダイアナはしぶしぶ同意し、書類にサインする。

### 第二幕
ダイアナは2週間にわたってECTを受ける。一方、ナタリーはドラッグの実験をし、頻繁にクラブに行くが、毎晩ヘンリーに助けられて無事に帰宅する。ある時、彼女は母親と幻覚を共有しているように見え、二人の感情の類似性が浮き彫りになる（"Wish I Were Here"）。ダイアナが病院から帰宅すると、彼女はショック療法によって、亡くなった息子の記憶も含めて過去19年間の記憶を失ったことが明らかになる（"Song of Forgetting"）。この曲の中で、ナタリーはこの「治療」の効果について不安を訴え、彼女の心は「純粋すぎて何もわからない」と主張するが、ダンはダイアナの記憶がいずれ戻ることに希望を持ち続ける。クラブで気絶しているナタリーを見つけ、家まで送ったヘンリーは、今度の学校のダンスにナタリーを誘うが、彼女は即座に断る（"Hey #1"）。
ダンは、ダイアナの記憶喪失についてドクター・マッデンに質問し、それがECTの比較的一般的な副作用であることを知る（"Seconds and Years"）。ゲイブの死は生涯のうつ病の始まりだったため、ダンは彼女にそれを思い出させることをためらう。彼とナタリーはダイアナが昔の生活の写真や思い出を整理するのを手伝うが、ゲイブの存在については一切触れないようにする（"Better Than Before"）。しかしダイアナはその後、束の間ゲイブと向き合い、彼女が人生の重要な部分を忘れていることをほのめかされる（"Aftershocks"）。
ヘンリーは再びナタリーをダンスに誘うが、また断られる（"Hey #2"）。
ダイアナはドクター・マッデンを訪ねる。ドクターは、ダンがまだ彼女に息子のことを伝えていないとは知らずに、息子の存在を明かしてしまう（"You Don't Know (reprise)"）。それを知ったダイアナは家に戻り、ゲイブの古い持ち物を探し、赤ん坊だったゲイブが眠る時に使ったオルゴールを見つける。息子が死んだ夜のことを思い出した彼女を見つけたダンは、しぶしぶ、息子は医者の誰もが見落とした病気で死んだのだと思い出させる（"How Could I Ever Forget?"）。
ダイアナは混乱しながらも、10代になったゲイブの幻覚を見たことを思い出し、ダンは必死になって、医者に行ってさらに電気けいれん療法を受けようと言う。（”It's Gonna Be Good (reprise)"）2人は激しい口論になり、ナタリーはそのピークを目撃する。ナタリーが2階の寝室に駆け上がると、ヘンリーが彼女と話をしようと待っていた。ダイアナは、自分がダンにどれほど苦労をさせ、2人でいることに痛みを味わせてきたか、それにもかかわらずなぜあなたはここに留まるのかと問い詰める。ダンは彼女に結婚の誓いを思い出させ、彼女がどんなに突き放そうとも2人の関係を貫くと約束する。2階では、ヘンリーがナタリーに同じような誓いを立てる（"Why Stay?/A Promise"）。しかしダイアナは再びゲイブを見かけ、すぐに彼に魅了され、ダンから心が離れていく（"I'm Alive - Reprise"）。
ダンは留まるよう懇願するが、ダイアナはその場を去り、ドクター・マッデンを訪ねる。何年治療を続けても病状が良くならないことに苛立ち、息子を失った悲しみは本当に薬で癒すべきものなのかと考える（"The Break"）。ドクター・マッデンは、ショック療法や他の薬物療法を提案するが、彼女はその場を去る（"Make Up Your Mind/Catch Me I'm Falling (reprise)"）。外に戻ると、彼女はナタリーと心を通わせ、2人の共通点に気づき、おそらく初めてナタリーとつながりを持とうと努力する。ふたりは抱き合い、どうにかして普通と変わらない生活を手に入れようと決め、ダイアナはヘンリーに会うためにナタリーをダンス会場まで送る（「Maybe」）。ヘンリーとダンスをしながらナタリーは、いつか母親と同じ問題を抱えることになるのではないかと不安を口にするが、ヘンリーは何があっても彼女のそばにいると約束し、2人はキスをする（"Hey #3/ Perfect For You (reprise)"）。
ダイアナは家に戻り、ダンをまだ愛しているが、最終的には2人とも自分で自分の悲しみに折り合いをつけなければならない、と別れを告げる（"So Anyway"）。打ちひしがれたダンは、彼女に尽くしてきた年月を振り返り、初めてゲイブを見る（"I Am the One (reprise)"）。2人は抱き合い、ダンはこのショーで初めて、そして唯一ゲイブの名前を口にする。ゲイブは姿を消し、ナタリーは家に戻ると母親がいないことに気づく。
ナタリーはヘンリーと交際を続け、ダイアナは一時的に両親と同居し、まだ落ち込んではいるが、かつてないほど希望に満ちている。ダンはドクター・マッデンを訪ね、彼が相談できる精神科医を紹介してもらう。ゲイブは最後にもう一度観客の前に姿を現し、今度は、これまでの脅迫的で不吉な人格とは対照的に、希望のメッセージを伝え、家族は新しい生活に適応していく（ "Light" ）。

## 登場人物
注：これらの説明は、脚本の「登場人物」のセクションから引用したものである。
- ダイアナ：郊外に住む母親。聡明。双極性障害で幻覚を見る。30代か40代
- ゲイブ：ダイアナの息子。ティーンエイジャー。
- ダン：ダイアナの夫。ハンサム。誠実。一途。疲れている。30代か40代
- ナタリー：ダイアナの娘。16歳で、完璧であろうとしている。うまくいってはいない
- ヘンリー：ミュージシャン。ロマンチスト。酔っ払い。怠け者。哲学王。17歳。
- ドクター・マッデン：年齢を感じさせない若さ。自信家。ロックスター。
- ドクター・ファイン：精神薬理学者。.[2]

## ミュージカルナンバー
注：曲目はプログラムには記載されていない
2008 オフ・ブロードウェイ
| 第一幕 - "Prelude" – Orchestra - "Preprise – Let There Be Light" – Dan, Natalie, Diana - "Just Another Day" – Diana, Natalie, Gabe, Dan - "Everything Else" – Natalie - "More... And More... And More" – Diana, Natalie, Gabe, Henry, Doctor Madden - "The Cavalry" – Dan - "Who's Crazy"/ " My Psychopharmacologist and I" – Dan, Doctor Fine, Diana - "Perfect For You" – Henry, Natalie - "I Miss the Mountains" – Diana - "It's Gonna Be Good" – Dan, Natalie, Henry, Diana - "He's Not Here" – Dan - "You Don't Know" – Diana - "I Am the One" – Dan, Gabe, Diana - "Superboy and the Invisible Girl" – Natalie, Diana, Gabe - "Open Your Eyes" – Doctor Madden - "I'm Alive" – Gabe - "Make Up Your Mind"/ "Catch Me I'm Falling" – Doctor Madden, Diana, Dan, Natalie, Gabe, Henry - "A Good Step" – Orchestra - "I Dreamed a Dance" – Diana, Gabe - "There's a World" – Gabe - "In the Light" – Dan - "E.C.T." – Orchestra - "I've Been" – Dan, Gabe - "Didn't I See This Movie?" – Diana - "A Light in the Dark" – Dan, Diana - "Feeling Electric" – Diana, Gabe, Dan, Doctor Madden, Natalie, Henry | 第二幕 - "Growing Up Unstable" – Natalie - "Song of Forgetting" – Dan, Diana, Natalie - "Hey #1" – Henry, Natalie - "Seconds and Years" – Doctor Madden, Dan, Diana - "Getting Better" – Doctor Madden, Diana, Natalie - "Better Than Before" – Doctor Madden, Dan, Natalie, Diana - "Aftershocks" – Gabe - "Hey #2" – Henry, Natalie - "You Don't Know" (Reprise) – Diana, Doctor Madden - "Music Box" – Gabe - "How Could I Ever Forget?" – Diana, Dan - "It's Gonna Be Good" (Reprise) – Dan, Diana - "Why Stay?"/ "A Promise" – Diana, Natalie, Dan, Henry - "I'm Alive" (Reprise) – Gabe - "The Break" – Diana - "Make Up Your Mind"/ "Catch Me I'm Falling" (Reprise) – Doctor Madden, Diana, Gabe - "Everything" – Diana, Natalie - "Hey #3”/ "Perfect For You" (Reprise) – Henry, Natalie - "So Anyway" – Diana - "I Am the One" (Reprise) – Dan, Gabe - "Finale (Let There Be Light)" – Diana, Dan, Natalie, Gabe, Henry, Doctor Madden |

2009 Broadway
| 第一幕 - "Prelude" – Orchestra - "Just Another Day" – Diana, Natalie, Gabe, Dan - "Everything Else" – Natalie - "Who's Crazy" / "My Psychopharmacologist and I" – Dan, Doctor Fine, Diana - "Perfect for You" – Henry, Natalie - "I Miss the Mountains" – Diana - "It's Gonna Be Good" – Dan, Natalie, Henry, Diana - "He's Not Here" – Dan - "You Don't Know" – Diana - "I Am the One" – Dan, Gabe, Diana - "Superboy and the Invisible Girl" – Natalie, Diana, Gabe - "I'm Alive" – Gabe - "Make Up Your Mind" / "Catch Me I'm Falling" – Doctor Madden, Diana, Dan, Natalie, Gabe, Henry - "I Dreamed a Dance" – Diana, Gabe - "There's a World" – Gabe - "I've Been" – Dan, Gabe - "Didn't I See This Movie?" – Diana - "A Light in the Dark" – Dan, Diana | 第二幕 - "Wish I Were Here" – Diana, Natalie - "Song of Forgetting" – Dan, Diana, Natalie - "Hey #1" – Henry, Natalie - "Seconds and Years" – Doctor Madden, Dan, Diana - "Better Than Before" – Doctor Madden, Dan, Natalie, Diana - "Aftershocks" – Gabe - "Hey #2" – Henry, Natalie - "You Don't Know" (Reprise) – Diana, Doctor Madden - "How Could I Ever Forget?" – Diana, Dan - "It's Gonna Be Good" (Reprise) – Dan, Diana - "Why Stay?" / "A Promise" – Diana, Natalie, Dan, Henry - "I'm Alive" (Reprise) – Gabe - "The Break" – Diana - "Make Up Your Mind" / "Catch Me I'm Falling" (Reprise) – Doctor Madden, Diana, Gabe - "Maybe (Next to Normal)" – Diana, Natalie - "Hey #3" / "Perfect for You" (Reprise) – Henry, Natalie - "So Anyway" – Diana - "I Am the One" (Reprise) – Dan, Gabe - "Light" – Diana, Dan, Natalie, Gabe, Henry, Doctor Madden |

## 精神疾患の描写

### 双極性障害
ネクスト・トゥ・ノーマルは、ダイアナ・グッドマンという一人の女性の精神疾患との闘いと、その病気が家族全体に及ぼす影響を描いている。第2幕では、ダイアナが電気けいれん療法（ECT）後に記憶喪失になることで、これらの影響はある時は軽減され、またある時は悪化する。キットとヨーキーは2002年にこのミュージカルの脚本を書き始め、2008年まで書き続けたが、その後、双極性うつ病の理解と治療に変化があった。しかし、アメリカ精神医学会の『精神障害の診断と統計マニュアル』（DSM）の最新版では、ダイアナは「精神病性特徴を伴う」双極性障害と診断されるようになっている。また、双極性障害は現在、双極性Ⅰ型とⅡ型に分けられている。

### 治療
双極性障害は躁病（または軽躁病）とうつ病を併発する障害で、治ることはなく、主に精神薬理学的、心理療法的、生物学的手段によって治療される。まず、一般に薬物療法として知られる精神薬理学的療法であるが、これは抗精神病薬、抗けいれん薬、抗うつ薬などを使用し、患者の気分を安定させることを目的とする。そのような薬物には、気分安定薬のリチウム、ベンゾジアゼピン系のアチバンやバリウムなどがあり、これらはすべて歌詞の中で言及されている。特に「My Psychopharmacologist and I（精神薬理学者と私）」という歌では、ダイアナが一度にたくさんの異なる薬物を処方され、眠気から性的機能障害に至るまで、その副作用とともに言及されている。ダイアナの精神科医は、彼女を誘導瞑想や催眠療法に導く。ダイアナの精神科医は、彼女を誘導瞑想や催眠療法的アプローチに導く。3つ目に取り上げるのは、脳に電流を流すことで発作を誘発する電気けいれん療法（ECT）である。
自殺未遂の後、ダイアナはECTを受けるよう説得され、その後記憶を失う（ゲイブの記憶も含めて）。ECTはしばしば、信じられないほど病状が重く治療抵抗性が極めて強いうつ病患者や、非常に深刻な自殺願望や精神病症状を含むうつ病患者、あるいは妊娠中の女性に対する最後の選択肢とみなされる。このやり方は劇中でも当てはまり、ダイアナが「There's a World」の歌の中で自殺をほのめかすゲイブの幻覚を見た後、初めてECTが勧められる。

## プロダクション

### ディベロップメント
このミュージカルは、電気ショック療法を受ける女性とその家族への影響を描いた10分間のワークショップ・スケッチ『Feeling Electric』として1998年に始まった。BMIリーマン・エンゲル・ミュージカル・シアター・ワークショップに参加していたヨーキーが、このアイデアをキットに持ち込んだ。キットはこの短編のためにロック・スコアを書いたが、その内容は医療行為に対して非常に批判的なものだった。ヨーキーもキットも他のプロジェクトに移ったが、「フィーリング・エレクトリックに戻り続け」、最終的には長編ミュージカルに発展させた。この作品は2002年にワシントン州アイサッカのヴィレッジ・シアターで上演され、その後ニューヨークのいくつかの劇場で上演された。 キャストはダンにノーバート・レオ・ブッツ、ダイアナにシェリー・レネ・スコット、ゲイブにベンジャミン・シュレイダー、ナタリーにアーニャ・シングルトン、ドクター・マッデンにグレッグ・ノートン。その後、2002年末にニューヨークのミュージカル・マンデーズ・シアター・ラボで上演された。
2005年、ヴィレッジ・シアターで再びワークショップを行い、ダイアナをエイミー・スペンガー、ダンをジェイソン・コリンズ、ナタリーをメアリー・フェイバー、ドクター・マッデンをデーヴン・メイが演じた。  2005年9月、このミュージカルはニューヨーク・ミュージカル・シアター・フェスティバルで上演され、ダイアナはスぺンガー、ダンはジョー・キャシディ、ナタリーはアナリー・アシュフォード、ゲイブはベンジャミン・シュレイダー、ドクター・マッデンはアンソニー・ラップが演じた。これがプロデューサーのデヴィッド・ストーンの目に留まった。 セカンド・ステージ・シアターはその後、2006年と2007年の両方でこの作品のワークショップを行い、ダンにキャシディ、その後グレッグ・エデルマン、ダイアナにアリス・リプリー、ナタリーにメアリー・フェイバー、その後フィービー・ストロール、ドクター・マッデン／ファインにラップ、ヘンリーにスカイラー・アスティンを起用した. 一方、ストーンとチームに加わっていた演出家マイケル・グライフの勧めで、クリエイターたちは医療体制への批判よりも家族の痛みに焦点を当てた。

### オフ・ブロードウェイとバージニア (2008–09)
ネクスト・トゥ・ノーマル』は、2008年1月16日から3月16日までオフ・ブロードウェイのセカンド・ステージ・シアターで初演され、演出はグライフ、演出助手はアンソニー・ラップ、音楽演出はセルジオ・トルヒーヨが担当した。
キャストは、ダイアナがリプリー、ダンがブライアン・ダーシー・ジェームズ、ゲイブがアーロン・トヴェイト、ナタリーがジェニファー・ダミアーノ、ヘンリーがアダム・チャンラー＝ベラット、ドクター・マッデン／ファインがエイサ・ソマーズ。一家の姓はブラウンからグッドマンに変更された。
評価は分かれたが、 少なくとも1人の批評家は、双極性障害の治療について無責任なメッセージを押し付けており、ペーソスとコメディの適切なバランスが取れていないと批判した。批評家たちは、ショーが内部的に混乱していることを指摘し、チームは原題曲「Feeling Electric」の削除を含め、脚本と楽譜の両方に大きな変更を加えることにした。そして、苦い真実に立ち向かうダイアナとその家族の感情にストーリーを集中させた。
この書き直されたミュージカルは、2008年11月21日から2009年1月18日まで、アリーナ・ステージ（通常はワシントンD.C.にあるが、主要施設の改修期間中はバージニアで営業）で、グライフ演出のもと地方劇場で上演された。J.ロバート・スペンサーがダン役、ルイス・ホブソンがドクター・マッデン／ファインを引き継ぎ、その他の役はオフ・ブロードウェイ公演時の役者が戻ってきた。. このプロダクションは絶賛され、批評家たちは「コミカルな歌や派手な演出ナンバー」が、この物語の感情的な内容を引き立てる歌に置き換えられていることに気づいた。

### ブロードウェイ (2009–11)
ネクスト・トゥ・ノーマルは、2009年3月27日にブロードウェイのブース・シアターでプレビューが始まり、4月15日に初日を迎えた。アリーナ・ステージで上演された全キャストが、グライフの指揮のもと再び戻ってきた。このミュージカルは当初、より大きなロングエーカー・シアターで上演される予定だったが、プロデューサーのデヴィッド・ストーンによると、「ブース・シアターが空いたとき...『ネクスト・トゥ・ノーマル』にふさわしいスペースだと確信した」。
レビューは非常に好意的だった。ニューヨーク・タイムズ』紙のベン・ブラントリーは、ブロードウェイのプロダクションを「勇敢で、息をのむようなミュージカルだ。気持ちのいいミュージカルをはるかに超えて、すべてを感じるミュージカルだ」ローリング・ストーン誌は、「今シーズン最高の新作ミュージカルだ。ーダントツで」
ネクスト・トゥ・ノーマルは、『カーテン・アップ』の2009年年間ベストテンに選ばれた。.
この公演は、2010年1月3日に終わる週の9公演で興行収入550,409ドルを記録し、ブース・シアターの新記録を樹立した。それまでの記録は、2006年に上演されたブライアン・フリールの『フェイス・ヒーラー』の興行収入530,702ドルだった。.
その1年後、ネクスト・トゥ・ノーマルはブロードウェイ最終週（2011年1月16日終了週）、8公演で552,563ドルの興行収入を上げ、この記録を再び塗り替えた。
プロデューサーたちは、ブロードウェイでの上演1周年記念日の数日後に、400万ドルの初期投資を回収した。 ネクスト・トゥ・ノーマルは上演終了時点で31,764,486ドルの興行収入を上げ、ブース・シアターで上演されたすべての演目の中で最も多く、最も競合する『I'm Not Rappaport』の2倍の金額を稼いだ。
上演中に代わったキャストには、ダイアナ役のマリン・マジー、ダン役のブライアン・ダーシー・ジェームズ 後にジェイソン・ダニーリー, ゲイブ役のカイル・ディーン・マッセイ、ナタリー役のメーガン・フェイヒ。 ジョン・ケニックは2010年11月、"ブロードウェイでの上演を終えるにあたって、息をのむような輝きを放っている "と書いている。
ブロードウェイ公演は、21回のプレビューと733回の通常公演を経て、2011年1月16日に幕を閉じた。

### ロンドン(2003)
2022年10月、マイケル・ロングハースト演出による新演出で、ドンマー・ウェアハウスでロンドン初演を迎えることが発表された。2023年1月、主役のダイアナ・グッドマン役をカイシー・レヴィが演じることが発表された。 2023年6月にフルキャスト発表。ドクター・マッデンにトレヴァー・ディオン・ニコラス、ダンにジェイミー・パーカー、ナタリーにエレノア・ワージントン・コックス、ゲイブにジャック・ウォルフ、ヘンリーにジャック・オフレシオ。UKプレミア公演は2023年8月12日から10月7日まで。

## キャスト
注：以下は、ミュージカルの公式主要プロダクションの主要キャストである。
| 役名                                  | オフ・ブロードウェイ             | ブロードウェイ               | 北米ツアー             | ロンドン                         |
| 役名                                  | 2008                             | 2009                         | 2010                   | 2023                             |
| ------------------------------------- | -------------------------------- | ---------------------------- | ---------------------- | -------------------------------- |
| ダイアナ・グッドマン                  | アリス・リプリー                 | アリス・リプリー             | アリス・リプリー       | ケイシー・レヴィ                 |
| ダン・グッドマン                      | ブライアン・ダーシー・ジェームズ | J.ロバート・スペンサー       | エイサ・サマーズ       | ジェイミー・パーカー             |
| ナタリー・グッドマン                  | ジェニファー・ダミアーノ         | ジェニファー・ダミアーノ     | エマ・ハントン         | エレノア・ワージントン・コックス |
| ガブリエル "ゲイブ"・グッドマン       | アーロン・トヴェイト             | アーロン・トヴェイト         | カート・ハンセン       | ジャック・ウォルフ               |
| ヘンリー                              | アダム・チャンラー＝ベラット     | アダム・チャンラー＝ベラット | プレストン・サドリア   | ジャック・オフレシオ             |
| ドクター・マッデン/ドクター・ファイン | エイサ・サマーズ                 | ルイス・ホブソン             | ジェレミー・クシュナー | トレヴァー・ディオン・ニコラス   |

特筆すべきブロードウェイのリプレイスメント
- ガブリエル・"ゲイブ"・グッドマン: カイル・ディーン・マーシー
- ダン・グッドマン: ブライアン・ダーシー・ジェームズ、 Jason Danieley
- ダイアナ・グッドマン: Marin Mazzie
- ナタリー・グッドマン: Meghann Fahy

## 文学的参照と引用
- 第1幕で、ゲイブは『ライ麦畑でつかまえて』のペーパーバックを読む。カイル・ディーン・マーシーは "一晩に1ページくらい読むよ "と言った。喪失を悲しむサリンジャーの小説は、喪失者である登場人物によって読まれる。『ライ麦畑』の中でホールデンは、白血病で死んだ弟アリーを失った喪失感に苦しんでいる。
- ダイアナは息子の部屋にあったものを整理するとき、箱の中からオルゴールを拾い上げると、その下に『おやすみなさい おつきさま』があるのを見つける。
- ナタリーは学校で勉強している『アルジャーノンに花束を』のハードカバーを持っている。この小説も『ネクスト・トゥ・ノーマル』も心理実験を扱っている。
- ダイアナは "Did't I see This Movie? "という歌の中で、『カッコーの巣の上で』、シルヴィア・プラス、フランシス・ファーマーを暗示している。これは、映画でも虐待の一形態として登場する彼女の電気けいれん療法に関してであり、ダイアナが信頼できる語り手なのか、電気けいれん療法は倫理的なものなのかという疑問を引き起こす。
- ダイアナはまた、ネクスト・トゥ・ノーマルと似たような問題による夫婦間のストレスを扱ったエドワード・アルビーの戯曲『 バージニア・ウルフなんかこわくない 』を朗読している。アリス・リプリーは自身のYouTubeサイトで、アルビーの戯曲をバイブルとしてダイアナにインスピレーションを与えていると語っている。

## 主な賞とノミネート

### オリジナルのオフブロードウェイ作品
| Year | Award Ceremony                   | Category                             | Nominee                              | Result     |
| ---- | -------------------------------- | ------------------------------------ | ------------------------------------ | ---------- |
| 2008 | ドラマ・リーグ・アワード         | ミュージカル作品賞                   | ミュージカル作品賞                   | ノミネート |
| 2008 | ドラマ・リーグ・アワード         | 優秀パフォーマンス賞                 | ブライアン・ダーシー・ジェームズ     | ノミネート |
| 2008 | ドラマ・デスク・アワード         | ミュージカル女優賞                   | アリス・リプリー                     | ノミネート |
| 2008 | ドラマ・デスク・アワード         | 作曲賞                               | トム・キット                         | ノミネート |
| 2008 | アウタークリティックスサークル賞 | ミュージカル主演女優賞               | アリス・リプリー                     | ノミネート |
| 2008 | アウタークリティックスサークル賞 | オフブロードウェイミュージカル作品賞 | オフブロードウェイミュージカル作品賞 | ノミネート |
| 2008 | アウタークリティックスサークル賞 | 楽曲賞                               | 楽曲賞                               | 受賞       |
| 2008 | ルシール・ローテル賞             | 作品賞                               | 作品賞                               | ノミネート |
| 2008 | ルシール・ローテル賞             | 助演男優賞                           | アーロン・トヴェイト                 | ノミネート |
| 2008 | ルシール・ローテル賞             | 照明デザイン賞                       | ケビン・アダムス                     | ノミネート |

### オリジナルのバージニア作品
| Year | Award Ceremony   | Category                        | Nominee                     | Result     |
| ---- | ---------------- | ------------------------------- | --------------------------- | ---------- |
| 2009 | ヘレン・ヘイズ賞 | 非常駐プロダクション 作品賞     | 非常駐プロダクション 作品賞 | 受賞       |
| 2009 | ヘレン・ヘイズ賞 | 非常駐プロダクション 主演女優賞 | アリス・リプリー            | 受賞       |
| 2009 | ヘレン・ヘイズ賞 | 非常駐プロダクション 主演男優賞 | J. ロバート・スペンサー     | ノミネート |
| 2009 | ヘレン・ヘイズ賞 | 非常駐プロダクション 助演俳優賞 | ジェニファー・ダミアーノ    | ノミネート |
| 2009 | ヘレン・ヘイズ賞 | 非常駐プロダクション 助演俳優賞 | アーロン・トヴェイト        | 受賞       |

### オリジナルのブロードウェイ作品
| Year | Award Ceremony              | Category                    | Nominee                            | Result     |
| ---- | --------------------------- | --------------------------- | ---------------------------------- | ---------- |
| 2009 | 第63回トニー賞              | ミュージカル作品賞          | ミュージカル作品賞                 | ノミネート |
| 2009 | 第63回トニー賞              | ミュージカル脚本賞          | ブライアン・ヨーキー               | ノミネート |
| 2009 | 第63回トニー賞              | オリジナル楽曲賞            | トム・キットとブライアン・ヨーキー | 受賞       |
| 2009 | 第63回トニー賞              | ミュージカル主演男優賞      | J. ロバート・スペンサー            | ノミネート |
| 2009 | 第63回トニー賞              | ミュージカル主演女優賞      | アリス・リプリー                   | 受賞       |
| 2009 | 第63回トニー賞              | ミュージカル助演女優賞      | ジェニファー・ダミアーノ           | ノミネート |
| 2009 | 第63回トニー賞              | ミュージカル演出賞          | マイケル・グライフ                 | ノミネート |
| 2009 | 第63回トニー賞              | 編曲賞                      | マイケル・スタロビンとトム・キット | 受賞       |
| 2009 | 第63回トニー賞              | ミュージカル装置デザイン賞  | マーク・ウェンドランド             | ノミネート |
| 2009 | 第63回トニー賞              | ミュージカル照明デザイン賞  | ケビン・アダムス                   | ノミネート |
| 2009 | 第63回トニー賞              | ミュージカル音響デザイン賞  | ブライアン・ローナン               | ノミネート |
| 2010 | ピューリッツァー賞 戯曲部門 | ピューリッツァー賞 戯曲部門 | ピューリッツァー賞 戯曲部門        | 受賞       |

## 日本での上演
2013年にマイケル・グライフの演出で、シアタークリエ（9月6日～29日）および兵庫県立芸術文化センター 阪急中ホール（10月4日～6日）にて初演。
2018年1月4日～11日、シアタークリエ10周年記念公演『TENTH』にて、シアタークリエで日本初演されたオフ・ブロードウェイ発ミュージカルを1幕に凝縮して上演する「10周年記念ダイジェスト公演」作品の1つとして上演。
2022年、『TENTH』でのダイジェストバージョンでも演出を手掛けた上田一豪による日本独自の演出・デザインとして、フルバージョンの本格的再演としては9年ぶりに、シアタークリエ（3月25日～4月17日）、兵庫県立芸術文化センター 阪急中ホール（4月21日～24日）、日本特殊陶業市民会館 ビレッジホール（4月29日）にて上演。過去の公演でも出演したことのあるキャストを中心としたチームと、キャスト全員が初演となるチームの2チーム制にて上演された。
なお、公式な呼び方ではないが、出演キャスト等は主役であるダイアナの演者の頭文字を取り、安蘭けいがダイアナを務めるチームを「Aチーム」、望海風斗がダイアナを務めるチームを「Nチーム」と呼称していた。
2024年から2025年にかけて、2022年と同様日本独自の演出にて、シアタークリエ（12月6日～30日）、博多座（1月5日～7日）、兵庫県立芸術文化センター 阪急中ホール（1月11日～13日）にて上演。ダイアナ・ゲイブ・ダンは2022年の「Nチーム」であったキャストが続投、ナタリー・ヘンリー・ドクターは新キャストが起用され、シングルキャストでの上演となった。

### 日本版キャスト
※2013年版はダイアナ・ゲイブのみWキャスト。

※2022年版はチーム制であるため、上段に前述の「Aチーム」、下段に「Nチーム」のキャストを記載している。
|                                        | 2013年                    | 2018年 （TENTH） | 2022年                | 2024年     |
| -------------------------------------- | ------------------------- | ---------------- | --------------------- | ---------- |
| ダイアナ                               | 安蘭けい シルビア・グラブ | 安蘭けい         | 安蘭けい 望海風斗     | 望海風斗   |
| ゲイブ                                 | 小西遼生 辛源             | 海宝直人         | 海宝直人 甲斐翔真     | 甲斐翔真   |
| ダン                                   | 岸祐二                    | 岡田浩暉         | 岡田浩暉 渡辺大輔     | 渡辺大輔   |
| ナタリー                               | 村川絵梨                  | 村川絵梨         | 昆夏美 屋比久知奈     | 小向なる   |
| ヘンリー                               | 松下洸平                  | 村井良大         | 橋本良亮 大久保祥太郎 | 吉高志音   |
| ドクター・マッデン /ドクター・ファイン | 新納慎也                  | 新納慎也         | 新納慎也 藤田玲       | 中河内雅貴 |

## 引用
1. ↑  Hetrick (2010年4月12日). “Next to Normal Wins 2010 Pulitzer Prize for Drama”. Playbill. 2023年1月7日閲覧。
2. ↑  Kitt, Tom (2010). Next to normal. Yorkey, Brian., Rapp, Anthony. (1st ed.). New York: Theatre Communications Group. ISBN 9781559363709. OCLC 456179050
3. ↑  Getlin, Josh.  "The Ballad of Kitt &Yorkey", Columbia Magazine, Columbia University, Fall 2010, pp. 22–23
4. ↑  Jones (2002年10月4日). “Feeling Electric, Butz and Larsen Sing Electro-Shock Therapy Musical Oct. 7”. Playbill. 2023年1月7日閲覧。
5. ↑  Jones (2005年6月21日). “Musical Workshop of Feeling Electric, About a Frazzled Family, Stars a Bat Boy and a Lois Lane in Seattle”. Playbill. 2023年1月7日閲覧。
6. ↑  Jones (2005年9月14日). “Rapp & Spanger Help Spark Premiere of Feeling Electric Sept. 14-24 in NYMF”. Playbill. 2023年1月7日閲覧。
7. ↑  Hernandez (2008年3月16日). “New Musical Next to Normal Closes Off-Broadway March 16”. Playbill. 2023年1月7日閲覧。
8. ↑  Dziemianowicz (2008年2月13日). “The high & low notes of a bipolar mom in 'Next to Normal'”. New York Daily News. 2023年1月7日閲覧。
9. ↑  Brantley (2008年2月14日). “There, Amid the Music, a Mind Is on the Edge”. The New York Times. 2023年1月7日閲覧。
10. ↑  Gans (2008年10月10日). “Chanler-Berat, Damiano, Hobson, Tveit Will Join Ripley and Spencer in Arena's Next to Normal”. Playbill. 2023年1月7日閲覧。
11. ↑  Gans (2009年2月17日). “Next to Normal, with Entire Arena Cast, to Play Broadway's Longacre”. Playbill. 2023年1月7日閲覧。
12. ↑  Gans (2009年2月24日). “Next to Normal Will Now Play the Booth Theatre”. Playbill. 2023年1月7日閲覧。
13. ↑  Brantley (2009年4月15日). “Fragmented Psyches, Uncomfortable Emotions: Sing Out!”. The New York Times. 2023年1月7日閲覧。
14. ↑  "The Travers Take: next to normal Proves that Rock is Thriving on Broadway", rollingstone.com, April 16, 2009
15. ↑  Sierra (2010年1月4日). “NEXT TO NORMAL Breaks Box Office Record at the Booth Theatre”. BroadwayWorld. 2023年9月8日閲覧。
16. ↑  Sierra (2011年1月18日). “NEXT TO NORMAL Breaks Box Office Record at Booth Theatre”. BroadwayWorld. 2023年9月8日閲覧。
17. ↑  Healy (2010年3月28日). “Broadway's Unlikely Hit Gives Hope to the Bold”. The New York Times. 2023年9月8日閲覧。
18. ↑  “BOOTH Broadway Grosses”. broadwayworld.com. 2017年11月16日閲覧。
19. ↑  Gans (2010年4月22日). “Brian d'Arcy James Will Rejoin Normal Cast in May”. Playbill. 2023年9月8日閲覧。
20. ↑  Healy (2010年6月3日). “For 'Next to Normal,' a Real-Life Couple”. The New York Times. 2023年1月7日閲覧。
21. ↑  Diamond (2010年11月10日). “NEXT TO NORMAL to Close on Broadway January 16”. BroadwayWorld. 2023年9月8日閲覧。
22. ↑  Hetrick (2010年11月10日). “Next to Normal to Close on Broadway Jan 16, 2011”. Playbill. 2023年1月7日閲覧。
23. ↑  “”Next to Normal” UK premiere announced in Donmar Warehouse season” (英語) (2022年10月10日). 2023年9月9日閲覧。
24. ↑  Wild, Stephi. “Caissie Levy Will Lead the London Premiere of NEXT TO NORMAL at Donmar Warehouse” (英語). BroadwayWorld.com. 2023年9月9日閲覧。
25. ↑  “Next to Normal announces UK premiere cast” (英語) (2023年6月16日). 2023年9月9日閲覧。
26. ↑  “2013/09/05　ミュージカル『next to normal』ゲネレポ”.   おけぴネット (2013年9月18日). 2024年8月18日閲覧。
27. ↑  “シアタークリエ１０周年記念公演『TENTH』”.   東宝演劇サイト. 2024年8月18日閲覧。
28. ↑  “新生『ネクスト・トゥ・ノーマル』が開幕～ゲネプロ＆囲み会見レポート”. エンタメ特化型情報メディア SPICE (2022年3月26日). 2024年8月18日閲覧。
29. ↑  “Instagram/大久保祥太郎”.   Instagram (2022年3月12日). 2024年8月18日閲覧。
30. ↑  “ミュージカル『next to normal』再々演ゲネプロレポート～今日をサバイブする全ての人へ”. エンタメ特化型情報メディア SPICE (2024年12月6日). 2024年12月16日閲覧。